# James MacCullagh
James MacCullagh, irski matematik, * 1809, Landahaussy, † 24. oktober 1847.